# شمشیربازی با ویلچر

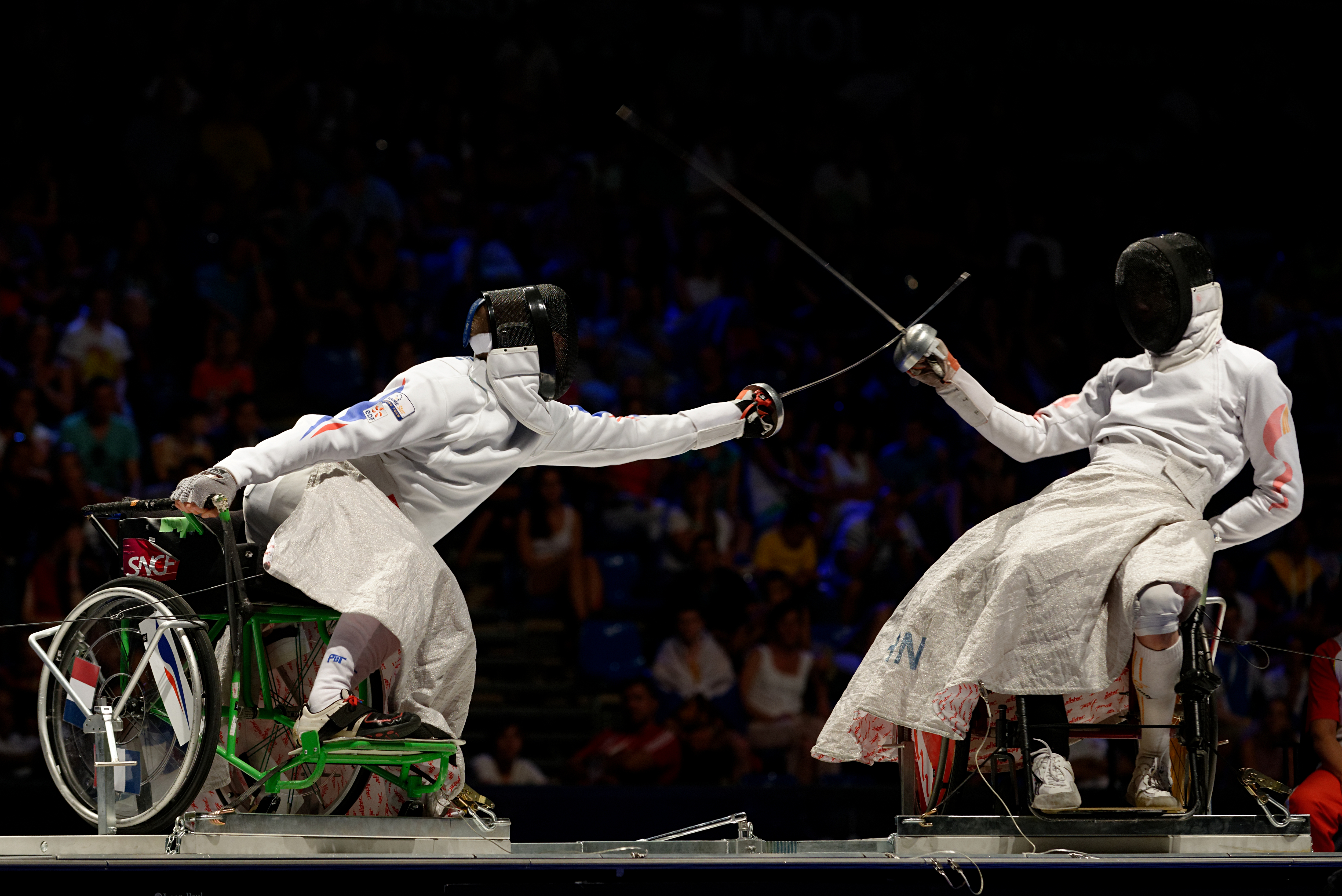
رومن نوبل (چپ) مقابل تیان جیانکوان (راست) در فینال مسابقات اپه در مسابقات قهرمانی شمشیربازی جهان در ۲۰۱۳

شمشیربازی با ویلچر (که به آن پارا شمشیربازی نیز گفته می‌شود) نسخه ای از شمشیربازی برای ورزشکاران دارای معلولیت است. شمشیربازی با ویلچر توسط فدراسیون جهانی توانمندسازی ورزشی اداره می‌شود که فدراسیونی عضو کمیته بین‌المللی پارالمپیک است و یکی از ورزش‌های بازی‌های پارالمپیک تابستانی است. بازی‌های پارالمپیک هر ۴ سال یکبار در کشورهای مختلف برگزار می‌شود.

## طبقه‌بندی
- کلاس A (ورزشکاران با حرکت کامل تنه و تعادل خوب)
- کلاس B (ورزشکاران بدون حرکت پا و اختلال در عملکرد تنه و تعادل)
- کلاس C (ورزشکاران دارای معلولیت در هر چهار دست و پا، شامل برنامه بازی‌های پارالمپیک نمی‌شود)

## رویدادها

### بازی‌های پارالمپیک
| بازی‌ها | سال  | رویدادها | بهترین ملیت |
| ------ | ---- | -------- | ----------- |
| ۱      | ۱۹۶۰ | ۳        | ایتالیا     |
| ۲      | ۱۹۶۴ | ۷        | ایتالیا     |
| ۳      | ۱۹۶۸ | ۱۰       | ایتالیا     |
| ۴      | ۱۹۷۲ | ۱۱       | ایتالیا     |
| ۵      | ۱۹۷۶ | ۱۴       | فرانسه      |
| ۶      | ۱۹۸۰ | ۱۷       | فرانسه      |
| ۷      | ۱۹۸۴ | ۱۵       | فرانسه      |
| ۸      | ۱۹۸۸ | ۱۴       | فرانسه      |
| ۹      | ۱۹۹۲ | ۱۴       | فرانسه      |
| ۱۰     | ۱۹۹۶ | ۱۵       | فرانسه      |
| ۱۱     | ۲۰۰۰ | ۱۵       | لهستان      |
| ۱۲     | ۲۰۰۴ | ۱۵       | هنگ کنگ     |
| ۱۳     | ۲۰۰۸ | ۱۰       | چین         |
| ۱۴     | ۲۰۱۲ | ۱۲       | چین         |
| ۱۵     | ۲۰۱۶ | ۱۴       | چین         |
| ۱۶     | ۲۰۲۰ | ۱۶       | چین         |
| ۱۷     | ۲۰۲۴ | ۱۶       | چین         |